# Egon & Dönci
Película animada Egon de la productora húngara Taxfreefilm y Aenima, Egon y Döncin, un gato con sobrepeso, inician un viaje por el espacio en busca de un planeta que alberga vida, la tierra. Su animación duró 6 años.